# Тори (Јута)
Тори (енгл. Torrey) град је у америчкој савезној држави Јута.

## Демографија
По попису из 2010. године број становника је 182, што је 11 (6,4%) становника више него 2000. године.
| Група             | 2000.       | 2010.       |
| Белци             | 167 (97,7%) | 163 (89,6%) |
| Афроамериканци    | 0 (0,0%)    | 0 (0,0%)    |
| Азијати           | 0 (0,0%)    | 0 (0,0%)    |
| Хиспаноамериканци | 4 (2,3%)    | 18 (9,9%)   |
| Укупно            | 171         | 182         |